# Tom Palmer (rugby à XV)
Pour les articles homonymes, voir Tom Palmer et Palmer.

a Compétitions nationales et continentales officielles uniquement.

b Matchs officiels uniquement.
Dernière mise à jour le 12 juin 2019.
Thomas Phillip Palmer, né le 27 mars 1979 dans le district de Haringey à Londres (Angleterre), est un joueur de rugby à XV anglais. Il joue dans six clubs et compte 42 capes internationales avec l'équipe d'Angleterre de 2001 à 2012, avant de se reconvertir en tant qu'entraîneur en France.

## Carrière de joueur

### En équipe nationale
Tom Palmer honore sa première cape internationale en équipe d'Angleterre le 16 juin 2001 contre l'équipe des États-Unis.

## Carrière d'entraîneur
À partir du 14 mars 2017, à la suite de la mise en retrait de Raphaël Ibañez et à la promotion de Jacques Brunel en tant que manager par intérim, il devient entraîneur-joueur responsable des avants en binôme avec Jean-Baptiste Poux.
Lors de la saison 2018-2019, il rejoint le staff du Stade aurillacois Cantal Auvergne où il est responsable des skills (technique) avec Maxime Petitjean et Mathieu Lescure. En 2019, il quitte le club pour rejoindre le Rouen Normandie rugby, promu en Pro D2, en tant qu'entraîneur des avants auprès du manager Richard Hill. En 2020, il devient responsable de la défense tandis que Chritophe Hamacek est nommé entraîneur des avants.
En 2021, il est entraîneur des avants du RC Vannes.
En 2023, il est responsable de la défense au FC Grenoble

## Palmarès

### En tant que joueur
- Champion d'Angleterre en 2008
- Vainqueur de la coupe d'Europe en 2007
- Vainqueur de la coupe d'Angleterre en 2005

### En tant qu'entraîneur
- Championnat de France de Pro D2 :
  - Finaliste (2) : 2024 et 2025 (FC Grenoble)
- Barrage d'accession au Top 14 :
  - Finaliste (2) : 2024 et 2025  (FC Grenoble)

## Statistiques en équipe nationale
- 42 sélections
- Sélections par année : 1 en 2001, 3 en 2006, 4 en 2007, 5 en 2008, 7 en 2010, 13 en 2011, 9 en 2012
- Tournoi des Six Nations disputés : 2007, 2010, 2011, 2012